# Малоазийски отровници
Малоазийските отровници (Montivipera) са род отровни змии от семейство Отровници (Viperidae).

## Видове
- Montivipera albizona Nilson, Andrén & Flärdh, 1990 – Анатолийска отровница
- Montivipera bornmuelleri (Werner, 1898) – Ливанска отровница
- Montivipera bulgardaghica (Nilson & Andrén, 1985)
- Montivipera kuhrangica Rajabizadeh, Nilson, & Kami, 2011
- Montivipera latifii Mertens, Darevsky, & Klemmer, 1967) – Латифиева отровница
- Montivipera raddei (Boettger, 1890) – Арменска отровница
- Montivipera wagneri (Nilson & Andrén, 1984) – Вагнерова отровница
- Montivipera xanthina (Gray, 1849) – Малоазиатска отровница